# Haworthia ao-onii
Haworthia ao-onii är en grästrädsväxtart som beskrevs av M. Hayashi. Haworthia ao-onii ingår i släktet Haworthia och familjen grästrädsväxter. Inga underarter finns listade i Catalogue of Life.